# Gaston Millochau
Pour les articles homonymes, voir Millochau.
Gaston Millochau (Le Mans, 12 octobre 1866 - Toulouse, 18 novembre 1922) est un astronome français.

## Biographie
De 1899 à 1903, il observe Mars à l'Observatoire de Meudon et rapporte quelques détails visibles à sa surface. Le 27 octobre 1903, il publie « Observations de Mars à la grande lunette de l’observatoire de Meudon » dans les Comptes rendus de l’Académie des sciences. Il est formel, contrairement à d'autres observateurs de cette époque, il n'a pas vu de traits semblables aux canaux martiens.
Un cratère sur Mars a été nommé en son honneur. La médaille Janssen de l'Académie française des sciences lui a été décernée en 1905.